# 山彥號列車
「山彥」（日语： Yamabiko */?）是一種在東日本旅客鐵道（JR東日本）東北新幹線運行的特急列車班次的名稱，服務東京～仙台、盛岡區間。過往曾經是東北新幹線內運行速度最高、停站最少的班次。但當路線延伸至八戶後，開設了「疾風」號班次，「山彥」則改定位為中距離各站停車模式。

## 名稱由來
「山彥」是日本傳說中的山神、精靈以及妖怪，亦可以是解作當聲音由山谷的斜面反射出來的回聲，比喻作列車快速通過所產生的回聲。

## 概要
1982年6月東北新幹線開業後，國鐵採用了在來線時期的同名特急列車作為新幹線列車的稱呼。1994年7月隨E1系“Max”雙層列車投入服務，以此種列車行駛的班次則以“Max山彥”來區分。
另一方面，東北新幹線內各站停車型列車，則採用了“青葉”的名稱。青葉號列車於白天時段在大宮站～仙台站間行駛，後來“Max”雙層列車也引入於青葉號列車上，以此種列車行駛的班次則以“Max青葉”來區分。仙台站-盛岡站間的各停列車，除下行始發及上行末班列車使用青葉號列車外，其餘皆由山彥號列車負責。
1995年，因着首都圈的近距離新幹線列車重新編排，東京站～那須鹽原站間各站停車列車改由新設的「那須野」／「Max那須野」號列車擔任，“青葉”的班次減少。1997年10月北陸新幹線（高崎站～長野站間）先行開業，青葉號列車被併入山彥號列車內，自此東京～仙台及盛岡間，不論快、慢車種類別，都統一稱為「山彥」。
2002年12月1日東北新幹線延伸至八戶站時，JR東日本新設了「疾風號列車」作為盛岡以北的服務，自此，山彥號便固定作為東京～仙台及盛岡間行駛的新幹線列車名稱。

### 在來線列車
1959年，山彥號列車為連接福島站～盛岡站之間的準急列車，1961年延長至青森站。1963年一度被廢除，但1965年隨著電氣化延伸到東北本線盛岡站時，原來的「翼號列車」於盛岡站發著編組被分離，並重新編為「山彥號」。至於“青葉”，也是從1971年到1975年間，來往仙台站～秋田站（經東北本線、北上線、奧羽本線）的特急列車名稱。

## 歷史

### 在來線「山彥號」
- 1959年 福島站來往盛岡站間之準急列車使用「山彥號」名稱。
- 1960年 「山彥號」延長至郡山站。
- 1961年 「山彥號」延長至青森站。
- 1963年
  -     - 10月1日：準急「山彥號」廢止。
    - 12月5日：上野站 - 秋田站之間的特急「翼號」和盛岡站出發的列車連結運行。
- 1964年
  -     - 10月1日：「翼號」在盛岡站出發的列車增加了1節車廂，變成了7節車廂。同時在盛岡駅出發的列車由尾久車輛中心轉到盛岡車輛中心管理。
- 1965年 東北本線電氣化延長到盛岡站，「翼號」於盛岡站發著與分離之班次。改稱為「山彥號」。
- 1967年
  -     - 10月1日：「山彥號」改由東京站出發。
- 1972年
  -     - 3月15日：「山彥號」增加兩班來回。
    - 10月2日：增加1班定期和1班季節性來回，同時因為運輸上的需要，暫時延長至青森，直至「初雁號」的485系投入服務。
- 1973年
  -     - 4月1日：由於東京站新幹線工程，全部列車改由上野站 - 盛岡站之間運行。
    - 10月1日：全部列車轉往青森車輛中心管理。

- 1978年 
  -     - 10月2日：「山彥號」特急廢止。
- 1982年 東北新幹線大宮站至盛岡站間開業，在來線之列車「山彥號」升格為新幹線列車。

### 新幹線「山彥號」
- 1982年6月23日：東北新幹線大宮至盛岡路段暫定開業，青葉（あおば，各站均停）同時開設，使用車輛為200系。最高營運速度是每小時210公里。
- 1985年3月14日：東北新幹線伸延至上野站，增設「速達山彥號」班次，只停靠大宮、福島及仙台（部份加停宇都宮及郡山）。
- 1988年3月13日：再增設只停部份中途站的「超速達山彥號」。
- 1990年：200系 雙層 H 編組投入，「超級山彥號」（スーパーやまびこ）速達型列車開設。
- 1991年6月20日：東京方向的終點站由上野延長至東京，並開始由東京～仙台直達「超速達山彥號」，途中不停站。
- 1992年7月1日：山形新幹線開幕。部份山彥號列車與使用400系的翼（つばさ）號連結。
- 1994年7月15日：E1系投入營運，該天起增加「Max 山彥號」車次。
- 1997年：

- 3月22日：E2系投入營運，同日起秋田新幹線開幕。部份山彥號200系與E2系列車與使用E3系的小町（こまち）號連結，另外也增加了大宮～仙台間不停站直通列車班次。
- 10月1日：隨長野新幹線開業，「青葉」及「Max青葉」併入「山彥號」系統並廢除。
- 12月20日：E4系投入營運。

- 1999年：

- 4月29日：E4系與翼號連結開始。
- 12月4日：E1系Max退出東北新幹線，並統一以E2系與秋田新幹線「小町號」併結。

- 2001年9月21日：改用E4系與山形新幹線「翼號」併結。
- 2002年12月1日：東北新幹線延伸至八戶，將速達型「山彥號」行駛區間延長，並改名為「疾風號」（はやて）。
- 2003年11月30日：200系 雙層 H 編組「超級山彥號」廢止。
- 2004年3月13日：200系F、H編成定期運用廢止。
- 2005年12月10日：開設東京站與盛岡發著之「疾風號」，取消速達型「山彥號」，「山彥號」仙台以北各站停車，同時仙台～盛岡間的「Max山彥號」也停止定期化服務。
- 2007年：

- 3月18日：全面禁煙化。
- 6月23日：東北新幹線大宮站開業25周年，將一列200系列車（K47編成）改回以原色塗裝行駛。

- 2011年11月19日：E5系列車投入服務，增設特級車廂，並與行走山形新幹線的E3系「小町號」併結。另外200系退出大宮以北路段。
- 2012年：

- 3月17日：E4系班次的MAX山彥號抽換成E2系的山彥號，E2系山彥號一部份改為盛岡發車並與E3系翼號連結開始，速度可以到達時速275公里。另外E4系16輛編成定期班次結束。
- 9月29日：E4系退出東北新幹線，同日「Max山彥」廢止。改以E2系與山形新幹線E3系「小町號」併結。

- 2013年：

- 3月16日：時間表改正，E6系投入使用，部份列車改採用E6。另外，山彥號內的E5系「特等車廂服務大使」及車内販賣取消，特等車廂附加費用降低，晚上使用E5系的區間各停山彥號290號，特等車廂更不開放使用。
- 9月28日：增加E6系列車數目，E2系及E3系0番台定期併結結束。

- 2016年：

- 3月26日：隨時間表修正，GranClass於東京站-仙台站間的專職乘務員及車內服務取消，同時1班次（223號）變更為由JR北海道所持有的H5系列車營運。

- 2019年：

- 3月16日：東京～盛岡間的山彥號列車統一由E5系或E5系+E3系/E6系擔任，同時亦廢除車內銷售。
- 4月1日：GranClass重新導入車內服務。

- 2020年：

- 4月8日：為防止2019冠狀病毒病的感染擴大，JR東日本宣佈停止車內販賣服務及GranClass車票至5月31日。
- 4月14日：延長發售GranClass的指定席車票至6月30日。
- 4月27日：因疫情擴大，同年5月28日以後所有列車的指定座位將延期發售。
- 5月8日：公佈5月28日起將減少駕駛班次。
- 5月13日：公佈於5月21日起，將重新開放5月28日後的列車指定席車票發售，而7月1日之前的GranClass車內服務則仍然暫停，另外，因應客量減少，部份定期列車停駛，並使用臨時時間表運行。
- 5月19日：宣佈暫緩5月21日後重新發售車票的安排。
- 5月22日：因應政府宣佈解除緊急事態宣言，原5月28日起採用臨時時間表的安排取消，但GranClass車內服務則仍然維持暫停。
- 6月19日：GranClass車內服務恢復。
- 10月31日：隨乘客量減少，E3系R編成不再作定期運用。

- 2021年：

- 1月16日：因應新型冠狀病毒感染再次惡化，即日起暫停GranClass服務，也停止了相關的車票預售及車內服務。
- 3月13日：隨時間表改正，上野站～大宮站間（位於埼玉縣境內）最高速度從110km/h提高到130km/h，而GranClass座席亦統一化。
- 10月9日—10月10日：因應E4系列車退出定期運行，這兩天推出了旅行商品專用列車「Thank you Max朱鷺&山彥」。

- 2022年3月13日：隨時間表修改,有以下更改：

- 東京站～仙台站間的8往復的「山彥」（東京站～福島站間與「翼」併結）臨時化。
- 因應“那須野”284號的停運，“山彥”72號（郡山站～東京站）的發車時間有所變更。
- 因應2往復的“隼”於東京站～仙台站之間臨時化，“山彥”2往復的班次延長到盛岡。
- 調整綠色車廂及特等車廂車費。

- 2025年：

- 3月6日：因為同會在途中進行連結、解聯的「隼」、「小町」在半年內發生兩次行駛中突然分離的事件，本日下午開始（第二次事件發生後），暫時停止與「翼」併結行駛。
- 3月11日：JR東日本宣布，將替併結運轉用的電器連結機構加上固定裝置以防止行駛中觸發，並於3月15日全面恢復併結運轉。

## 所需時間
以2015年3月14日起的時間表及班次為準

### 東京～仙台
- 全停車型：約2小時24分-2小時36分
- 1-3個車站通過型：約2小時-2小時20分
- 只停東京（上野）、大宮及福島：約1小時52分

### 東京～盛岡
- 仙台～盛岡各停，仙台以南有限停站：約3小時
- 仙台～盛岡各停，仙台以南部份停站：約3小時17分

### 仙台～盛岡
- 全停車型：約1小時17分

## 運行概況
東京站-福島站之間有與“翼”併結的列車和全區間單獨運行的列車。2002年12月1日，疾風列車從山彥列車分離，成為最快列車。 因此，原設定為山彥列車連結的“小町”不再與＂山彥＂併結。
2005年12月10日開始，在白天時間段的下行列車上，在仙台站同一月臺上加上了開往盛岡的“山彥”和開往新青森、秋田的“疾風”、“小町”的轉乘時間表。但是，隨東北新幹線的高速化和福島站的平面交叉成為了新的轉乘站，曾經在仙台站下行月臺進行的轉線措施已經被廢除了。

## 停車站
東京站～盛岡站間的所有定期列車的都在仙台站-盛岡站之間各站停車（至於臨時列車則可能會通過栗駒高原站、水澤江刺站、新花卷站)。 另外，曾經也有與“翼”或“小町”並結的“山彥”列車會通過大宮，但現在所有的“山彥”都在大宮站停車。
| 列車編號                  | 運行班次數＼車站  | 東京站 | 上野站 | 大宮站 | 小山站 | 宇都宮站 | 那須鹽原站 | 新白河站 | 郡山 | 福島 | 白石藏王 | 仙台 | 古川 | 栗駒高原 | 一之關 | 水澤江刺 | 北上 | 新花卷 | 盛岡 | 備註 |
| ------------------------- | ----------------- | ------ | ------ | ------ | ------ | -------- | ---------- | -------- | ---- | ---- | -------- | ---- | ---- | -------- | ------ | -------- | ---- | ------ | ---- | --- |
| 50 - 74號                 | 上行12班/下行13班 | ●      | ●      | ●      | ○      | ●        | ○          | ○        | ●    | ●    | ○        | ●    | ●    | ●        | ●      | ●        | ●    | ●      | ●    | 下行1班會在白石藏王停車 下行1班會在新白河停車 下行1班各站停車                                                            |
| 94、97、99號              | 上行1班/下行2班   |        |        |        |        |          |            |          |      |      |          | ●    | ●    | ●        | ●      | ●        | ●    | ●      | ●    | 上行1班會在星期六、休息日暫停服務                                                                                        |
| 131、124號                | 上行1班/下行1班   | ●      | －     | ●      | －     | －       | －         | －       | －   | ●    | －       | ●    |      |          |        |          |      |        |      | 東京-福島之間與“翼”連結 最快列車                                                                                         |
| 122·123·125-130·135-159號 | 上行6班/下行5班   | ●      | ●      | ●      | －     | ●        | －         | ○        | ●    | ●    | －       | ●    |      |          |        |          |      |        |      | 東京-福島之間與“翼”連結 (4班次除外) 下行1班在新白河停車                                                                  |
| 122·123·125-130·135-159號 | 上行12班/下行13班 | ●      | ●      | ●      | －     | ●        | －         | －       | ●    | ●    | ●        | ●    |      |          |        |          |      |        |      | 東京-福島之間與“翼”連結 (4班次除外) 下行1班在新白河停車                                                                  |
| 201 - 223號               | 上行1班/下行1班   | ●      | ●      | ●      | ○      | ●        | ●          | －       | ●    | ●    | ●        | ●    |      |          |        |          |      |        |      | 上行1班在小山停車 |
| 201 - 223號               | 上行7班/下行6班   | ●      | ●      | ●      | ●      | ●        | ●          | ●        | ●    | ●    | －       | ●    |      |          |        |          |      |        |      | |
| 201 - 223號               | 上行4班/下行4班   | ●      | ●      | ●      | ●      | ●        | ●          | ●        | ●    | ●    | ●        | ●    |      |          |        |          |      |        |      | 上行208號為指定日期行駛                                                                                                  |
| 290、291、293號           | 上行1班/下行2班   |        |        |        |        |          | ○          | ○        | ●    | ●    | ●        | ●    |      |          |        |          |      |        |      | 290、293號為仙台～郡山 291號為那須鹽原→仙台，290號只開放1~9、11~17節車廂 下行1班從那須鹽原站始發 下行1班週六、休息日停運 |

- ● - 停靠
- ○ - 一部份列車停靠
- － - 通過

- 運行班次數只記載定期列車，不定期列車發著之車站會隨日期而變更。
- 1XX列車大都與「翼」在福島分割併合，除124、125、126、134、147、151、152、155及156為獨立發車。
- 每週休息前一天的夜間時間段,下行臨時山彦號1班(僅限249號）會在上野站、大宮站停車。

## 使用車輛

### 現在使用車輛
使用屬於新幹線綜合車輛中心的E2系、E5系、JR北海道函館新幹線綜合車輛所所的H5系以及秋田新幹線車輛中心所屬的E6系4車型。
E5系、H5系是10輛編組,也有與E3系、E6系、E8系並結的17輛編組執行的情況。 平時的最高速度都是275km/h,但因延遲而恢復執行時也有以320km/h的速度行駛的情況。 另外,E5系、H5系執行的列車也進行GranClass的營業。 引進當初,只有清晨深夜的一部分列車只營業座位,但如後述,2016年3月26日以後除了東京站-盛岡站間直通列車外,只營業座位,該列車便宜的GranClass(B)費用。 適用金錢。 2021年3月13日以後統一為只營業座位。 只有223號使用H5系,並結E6系。
E2系是10輛編組,如果和山形新幹線“翼”並結的話,東京站-福島站之間執行17輛編組。
以前也使用了200系、E1系、E3系、E4系。
與「那須野」的用車相同，同樣採用4款不同種類的列車行駛，包括E2系、E3系、E5系、E6系、E8系，全為可以服務東北新幹線大宮站以北車站的車種，當中E2系、E5系可單獨行駛，另外亦有E5+E3及E5+E6兩種的併結編成，合共有5種不同的列車組合。部份併結組合與線道內其他行駛中的列車配搭相同，如「隼」＋「小町」（E5+E6系）。而E5+E3或是E5+E8排列方式為與「翼」併結時所採用的編成。
目前行駛至盛岡的班次均使用E5系(部分班次與E6系併結)行駛，E2系只行駛仙台以南。
2020年10月，因受2019冠狀病毒疾病疫情影響，乘車需求銳減，E3系0番台已全數退出營運，暫時取消E3系+E5系併結編組行駛的班次，但是在2024年三月的改點中，E5系和山形新幹線的E3系並結運轉。

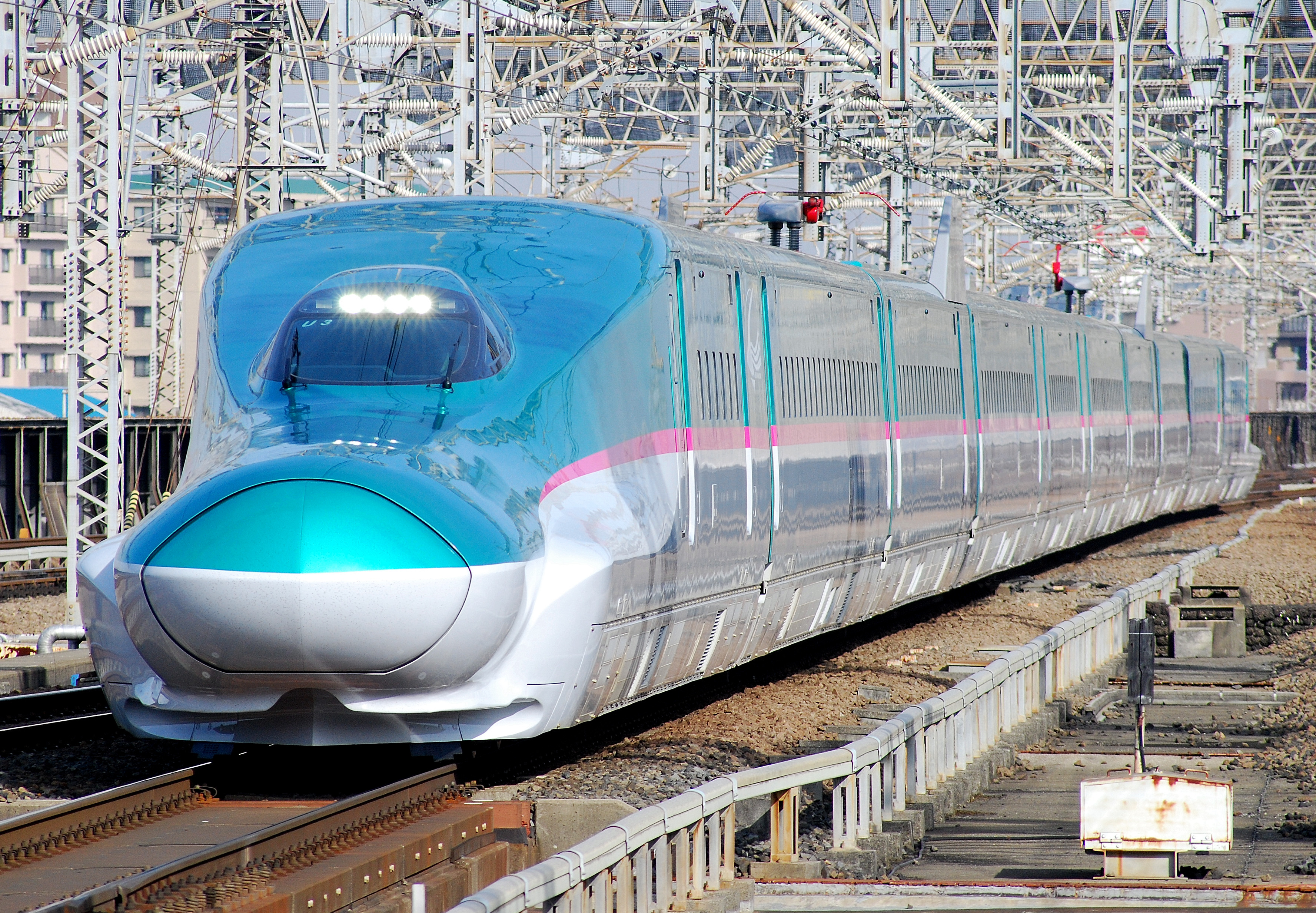
E5系
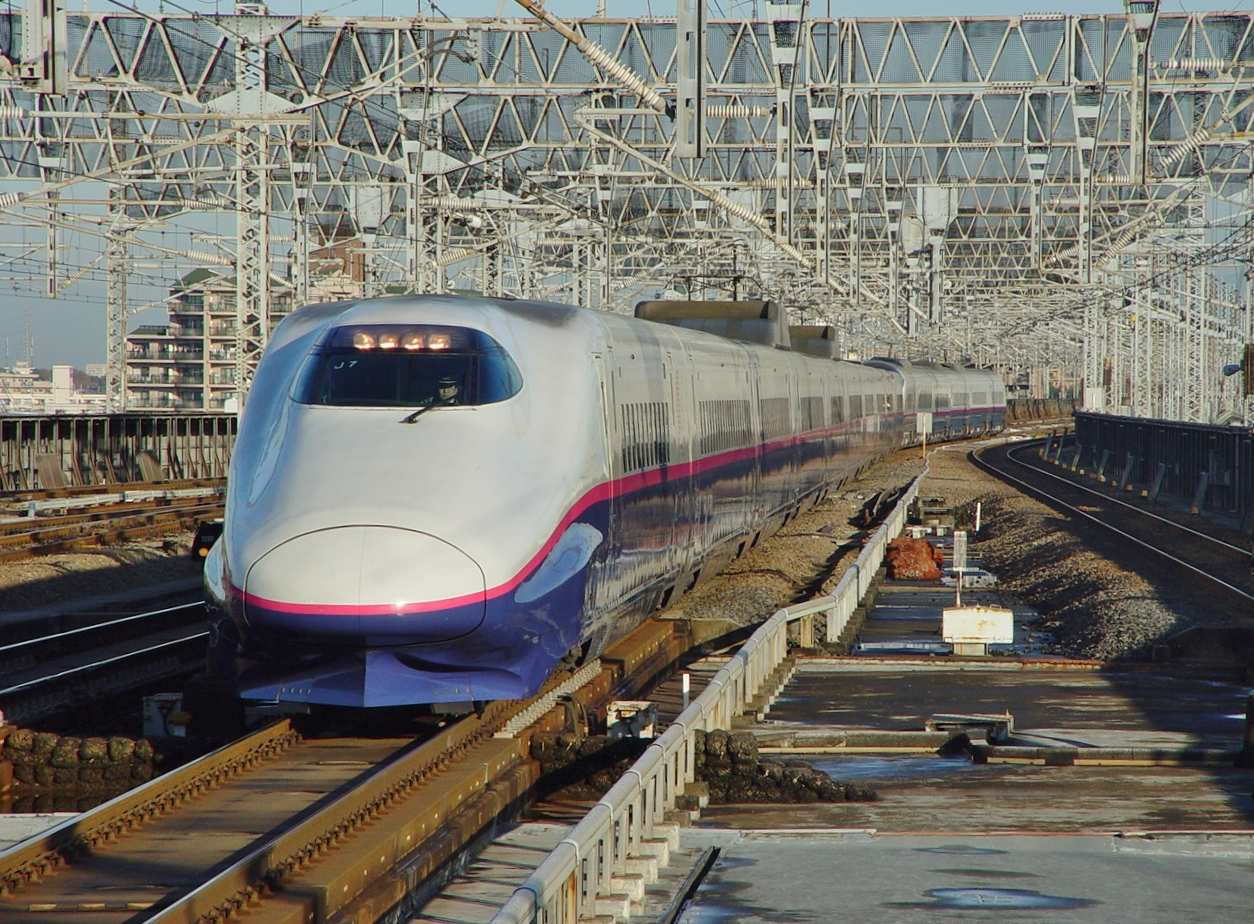
E2系
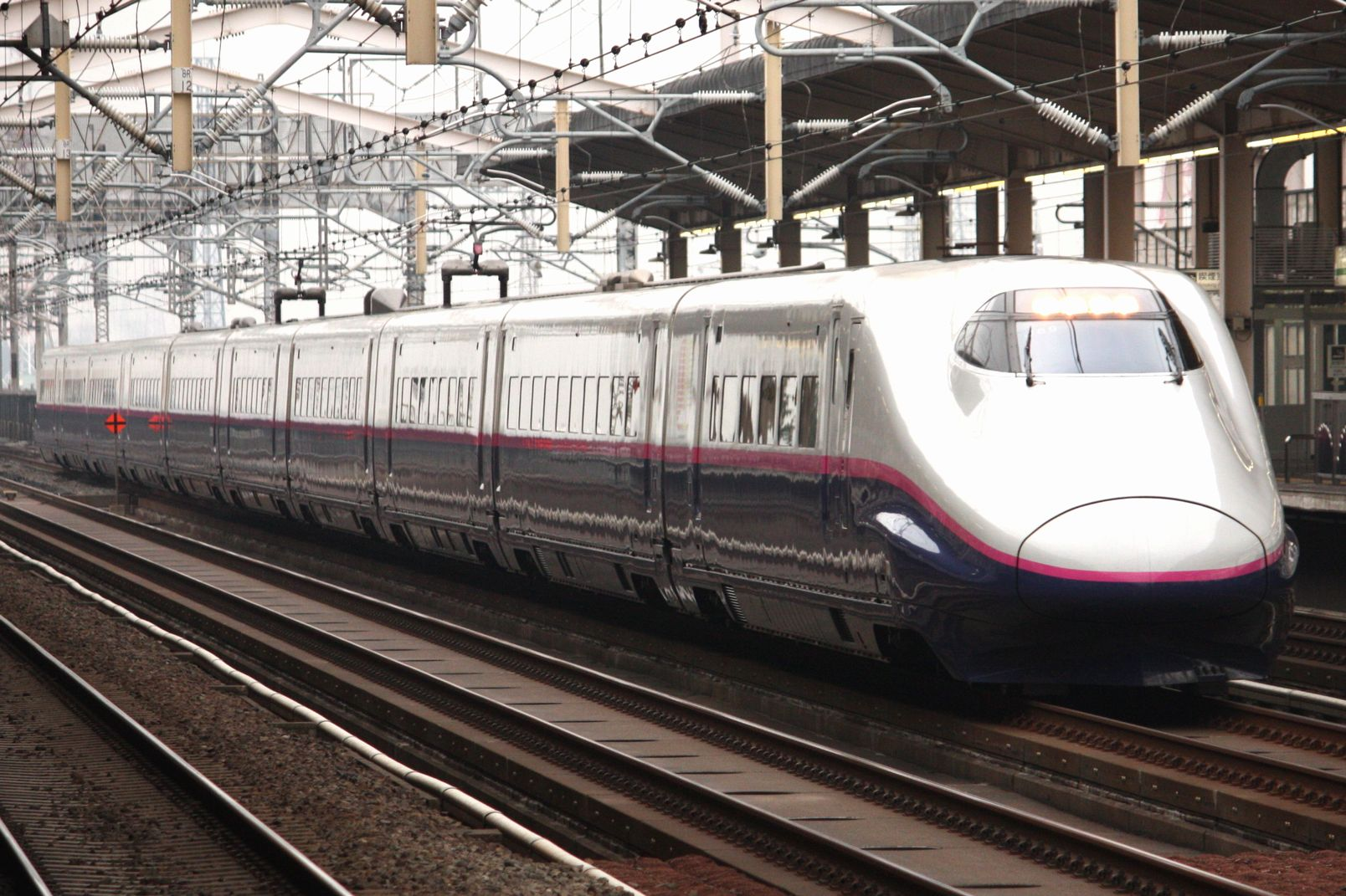
E2系1000番台
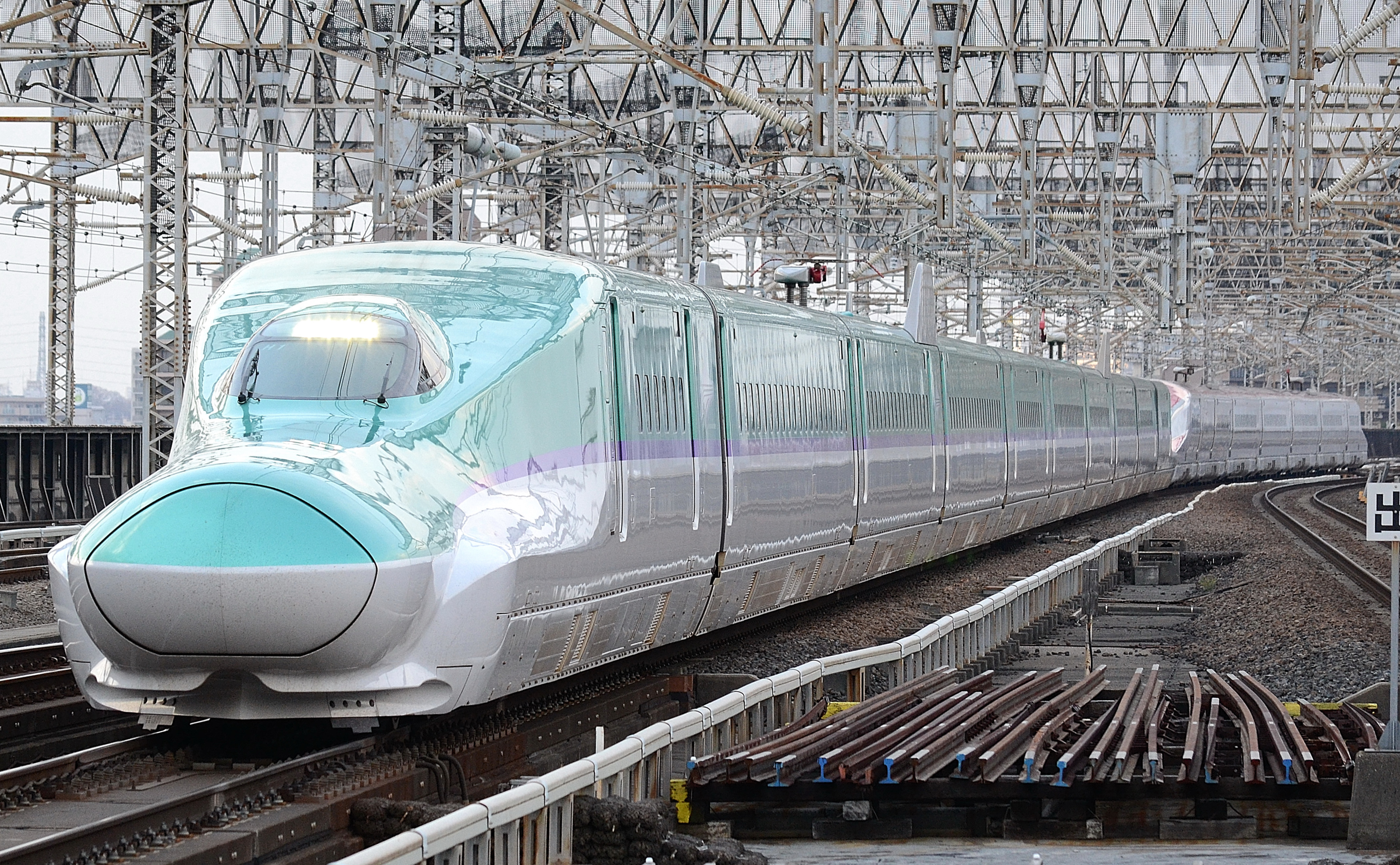
H5系
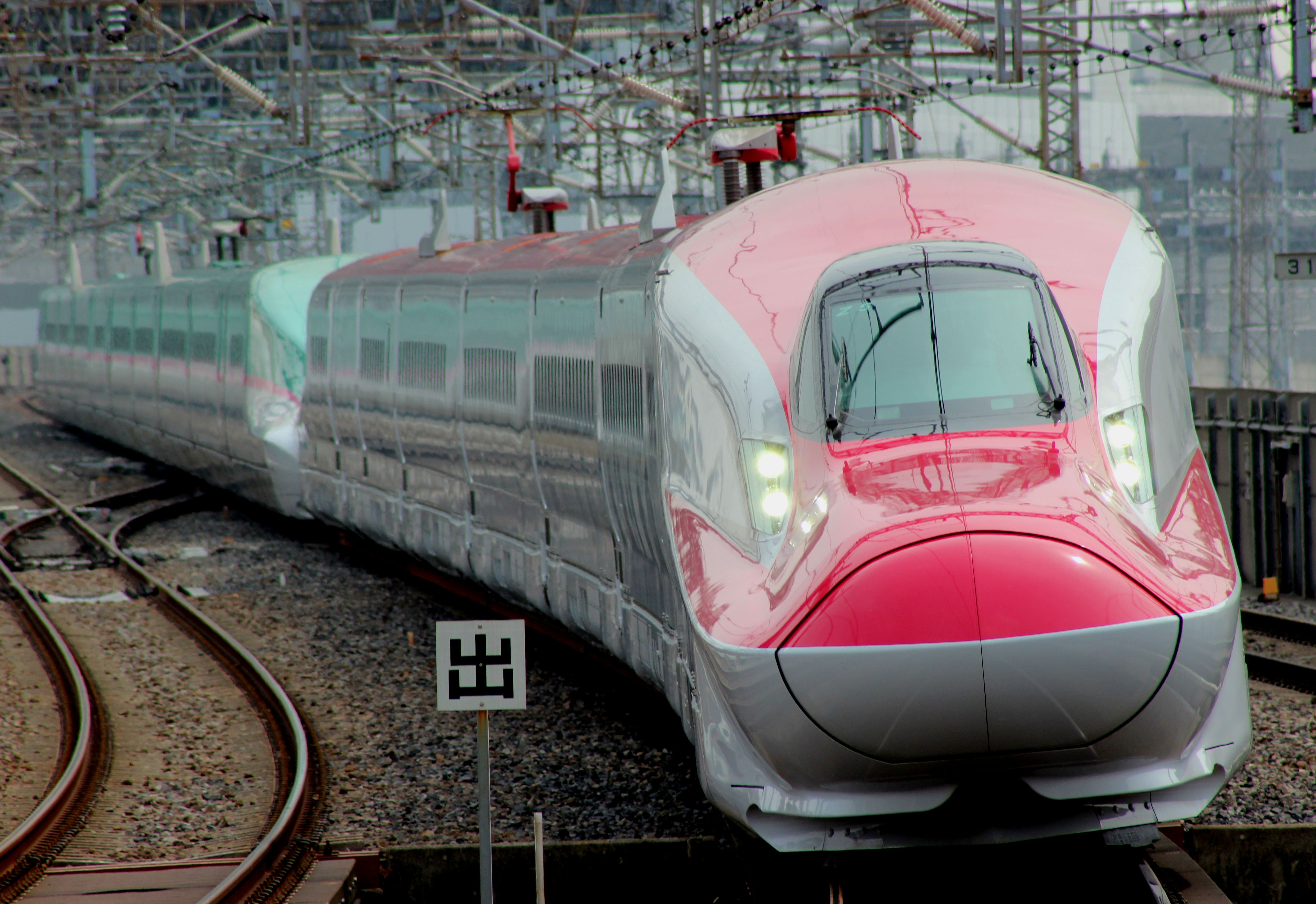
E6系
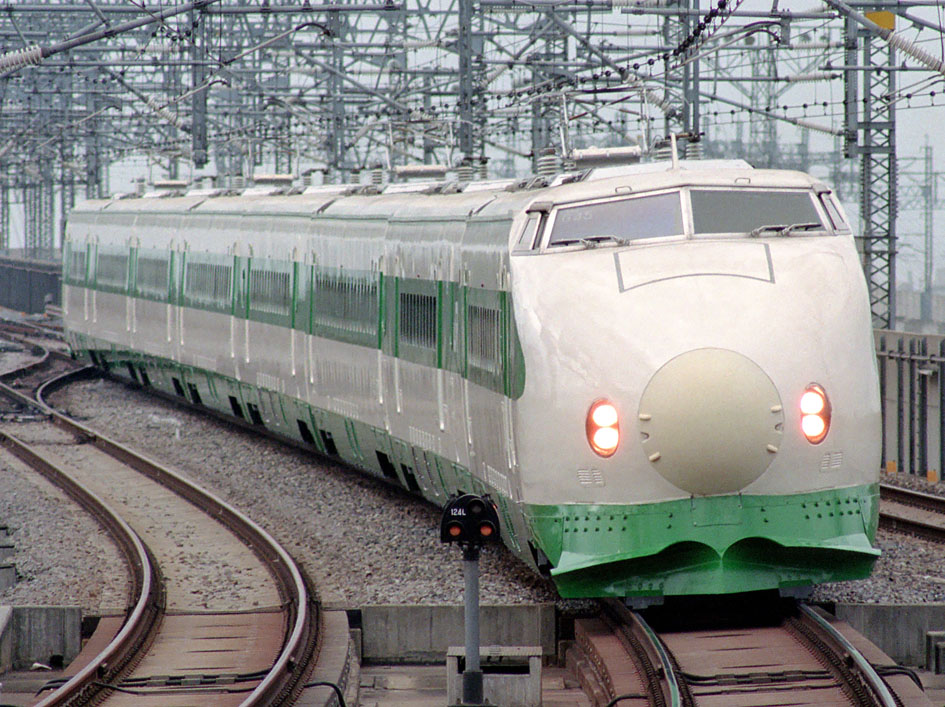
到2011年為止使用的200系
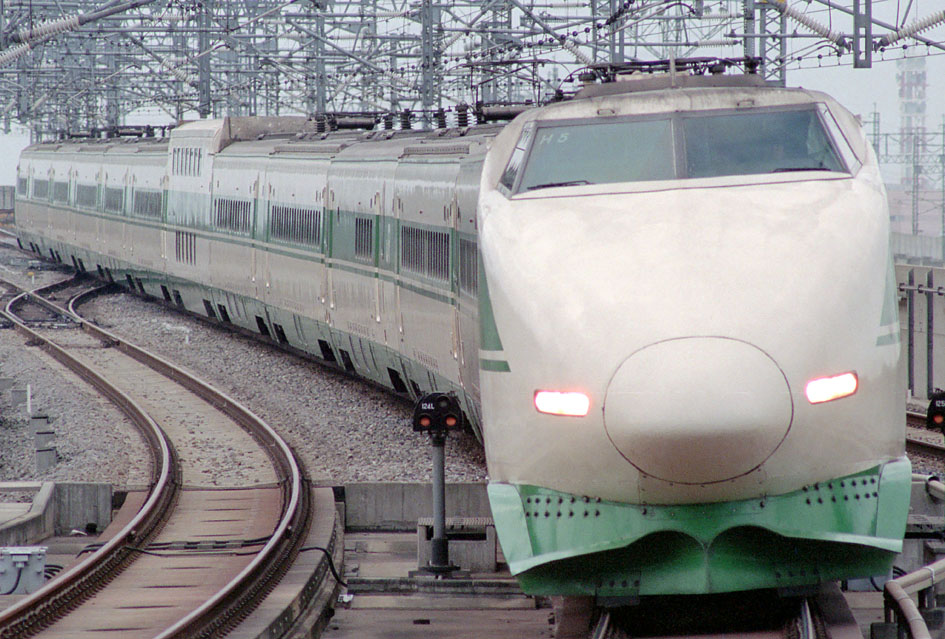
到2005年為止使用的200系H編組
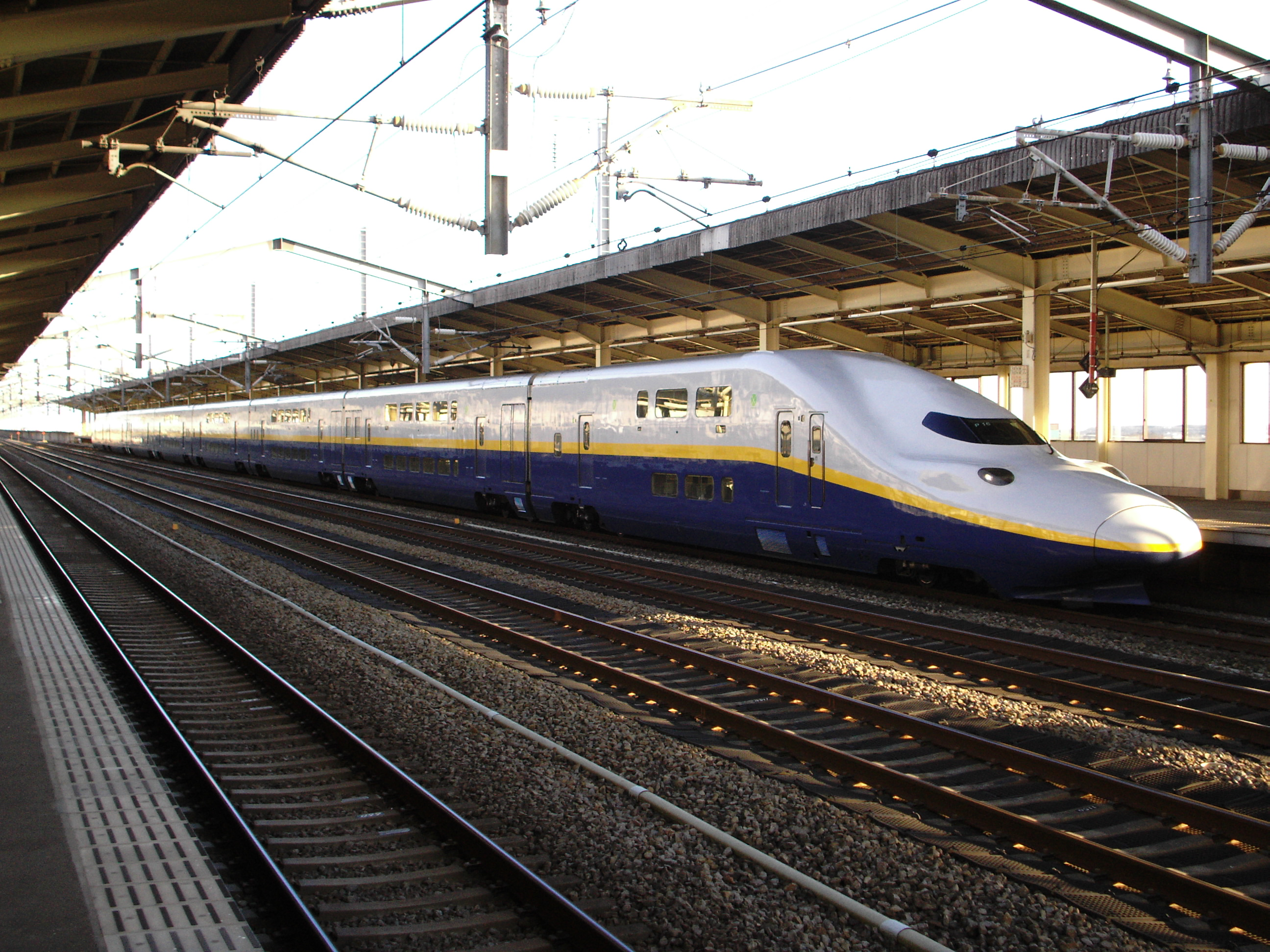
到2012年為止使用的E4系
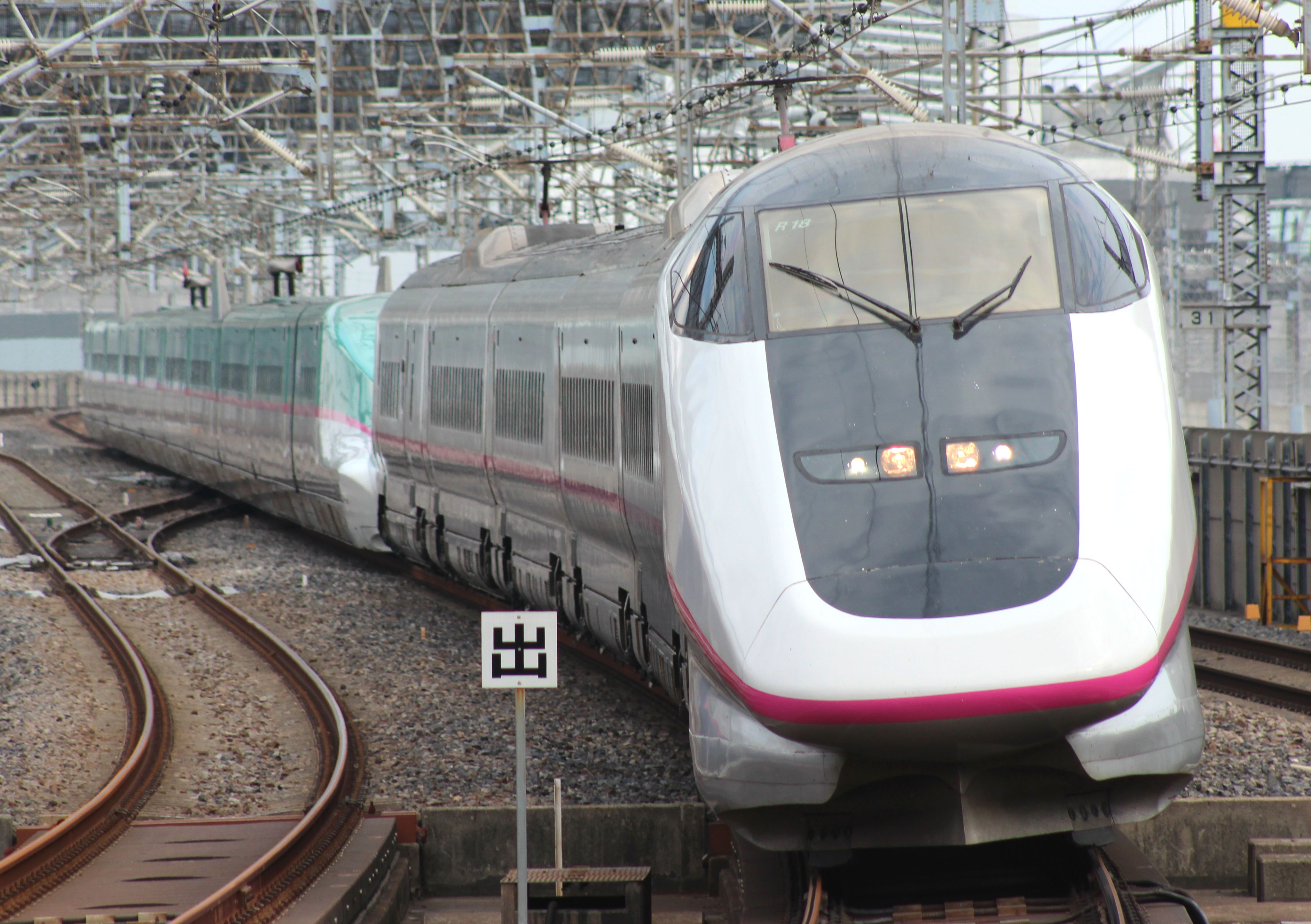
到2020年為止使用的E3系
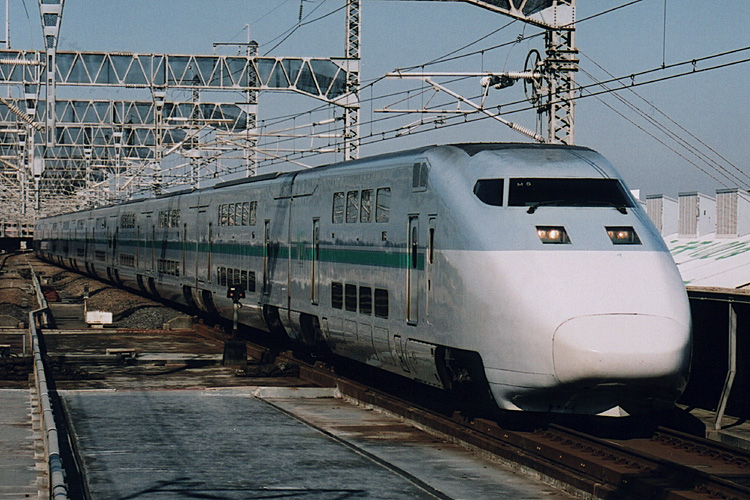
到1999年為止使用的E1系

### 過去使用車輛
- 200系：曾擔任部份來往仙台或盛岡站的山彥號列車的班次，随着E5系增设山彥號班次和E5系列车增多后退出运营[27]。
- E1系：曾擔任部份來往仙台或盛岡站的山彥號列車的班次，1999年改往全數上越新幹線營運。
- E4系：曾擔任部份來往仙台站山彥號列車的班次，有時會與E3系翼號連結運行，或兩列E4系重連。现时已全数改往上越新干线行走Max 朱鹭号及Max 谷川號车次[28]。
- 400系：曾是翼號的列車，在褔島至東京與山彥號列車連結運行，2010年因退役而退出服務[29]。

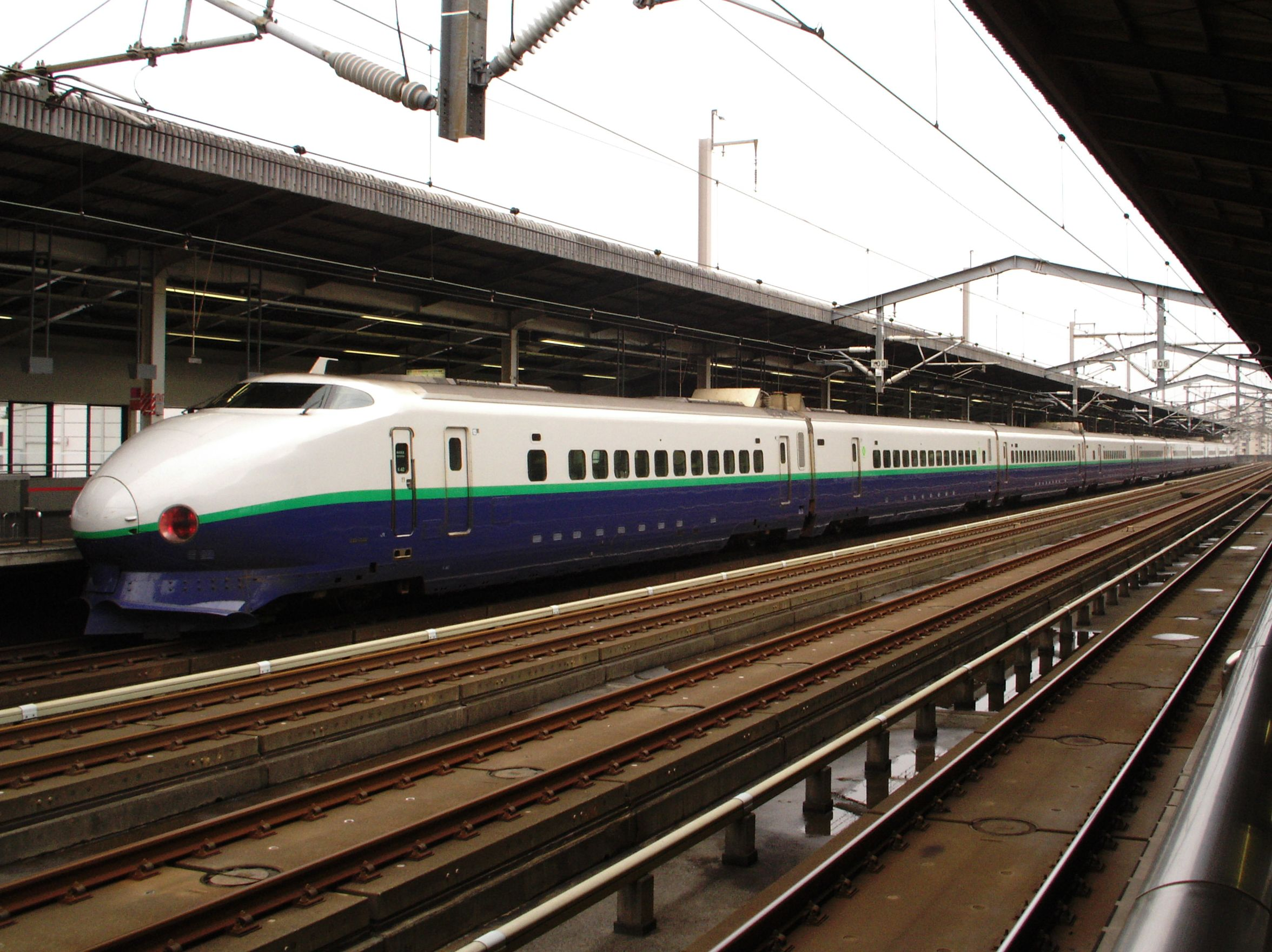
200系
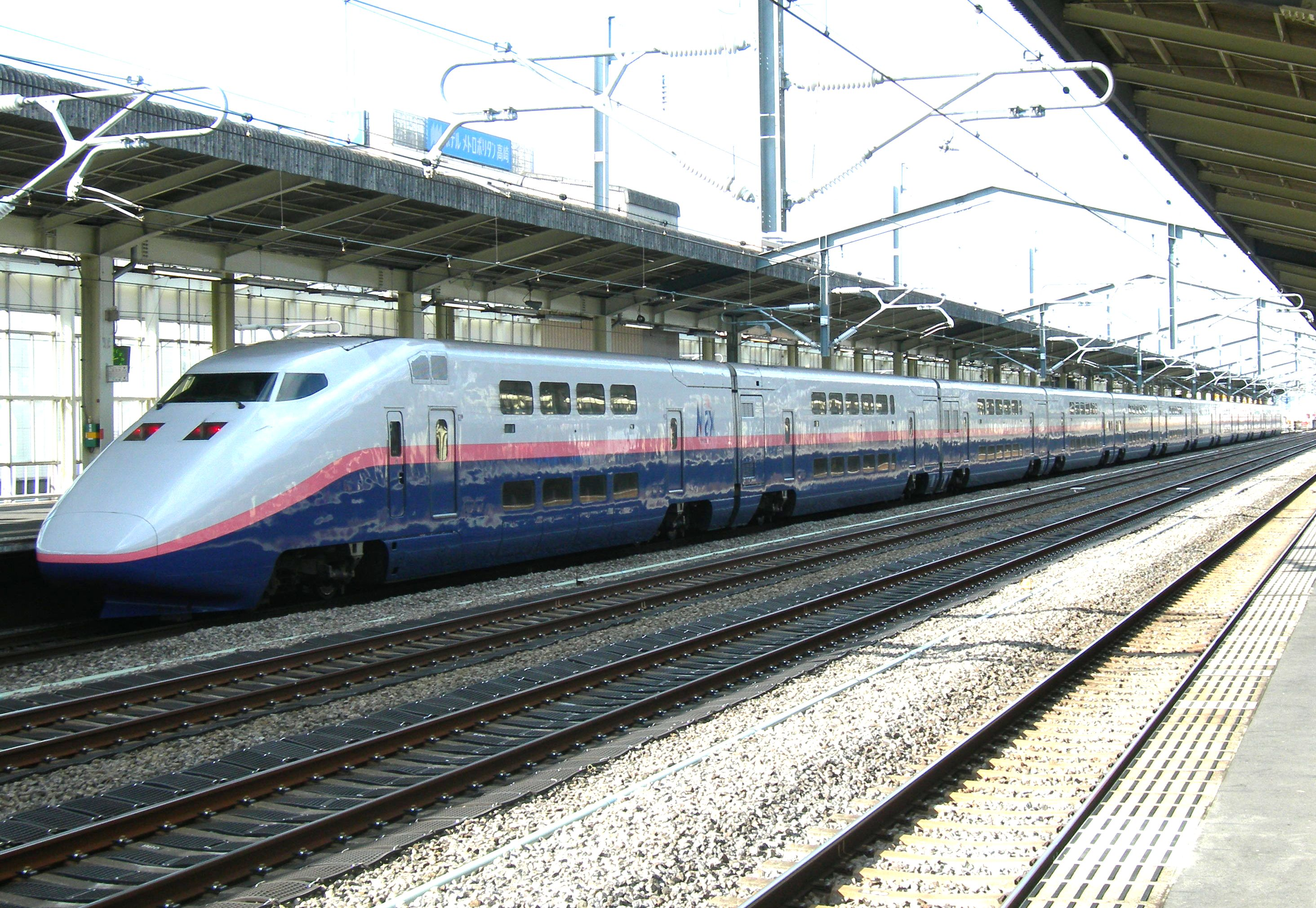
E1系
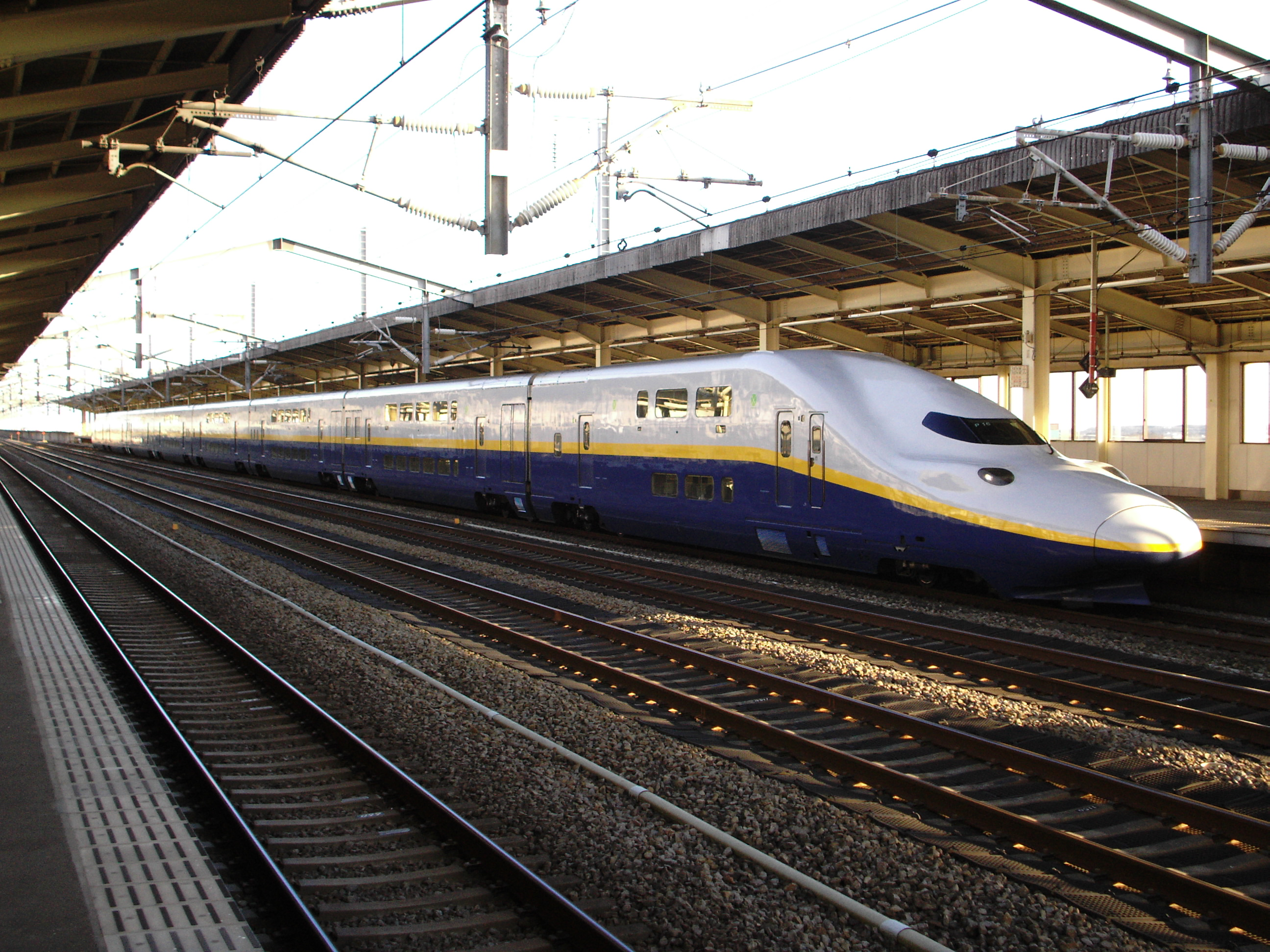
E4系
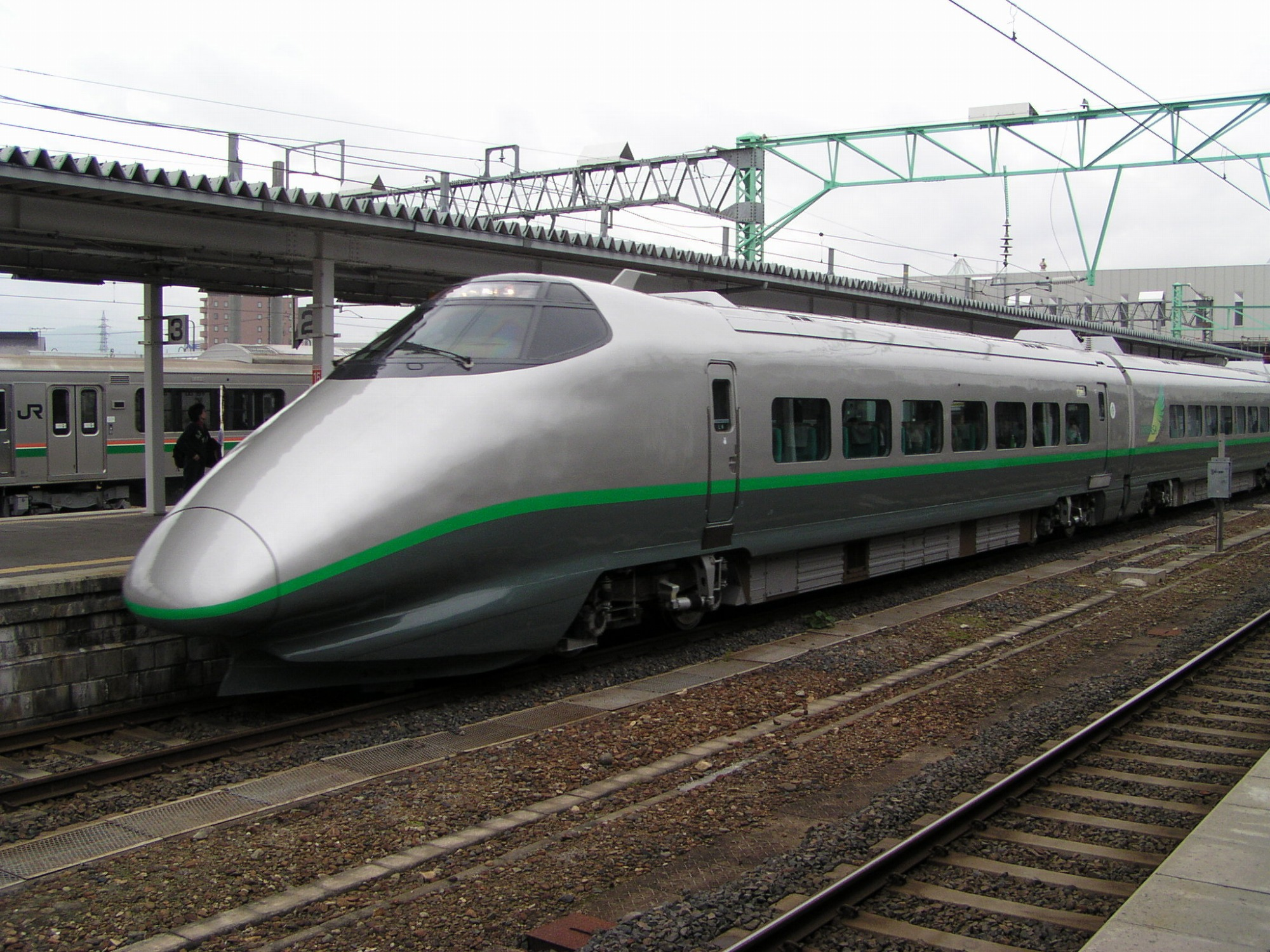
400系

## 外部連結
- 東日本旅客鐵道車輛圖鑑
  - 新幹線 E2系 はやて／やまびこ／なすの／とき／たにがわ／あさま （页面存档备份，存于）
  - 新幹線 E3系（0番代、1000番代、2000番代） つばさ／やまびこ／なすの （页面存档备份，存于）
  - 新幹線 E5系 はやぶさ／はやて／やまびこ／なすの （页面存档备份，存于）
  - 新幹線 E6系 こまち／はやぶさ／やまびこ／なすの （页面存档备份，存于）
- 東日本旅客鐵道新幹線車內設備資訊
  - E2系（10輛編成） （页面存档备份，存于）
  - E3系 （页面存档备份，存于）
  - E5系 （页面存档备份，存于）
  - E6系 （页面存档备份，存于）